# Monachoides incarnatus
Espèce
Monachoides incarnatus est une espèce d'escargots terrestres gastéropodes de l'ordre des Stylommatophora. Cette espèce est connu sous le nom de moine des bois.

## Description
La coquille de cette espèce va du jaune au marron rougeâtre.

## Distribution
Cet escargot est répandu dans plusieurs pays européens, en particulier en Europe centrale. on le retrouve notamment en France, en Italie, en République Tchèque, en Bulgarie, aux Pays Bas, en Ukraine ou encore en Pologne.

## Synonymes
- Helix incarnata Müll.[4]
- Monacha incarnata[4]
- Monachoides incarnata[4]
- Perforatella (Monachoides) incarnata[4]
- Perforatella incarnata (O. F. Müller, 1774)[4]

## Liste des sous-espèces
Selon BioLib (11 mai 2017) :
- sous-espèce Monachoides incarnatus incarnatus (O. F. Müller, 1774)